# Comuna Cruteni, Codâma
Cruteni (în ucraineană Круті, transliterat: Kruti) este o comună în raionul Codâma, regiunea Odesa, Ucraina, formată din satele Cruteni (reședința) și Semenivka.

## Demografie
Componența lingvistică a comunei Cruteni
     Ucraineană (95,81%)
     Rusă (2,29%)
     Română (1,89%)
Conform recensământului din 2001, majoritatea populației comunei Cruteni era vorbitoare de ucraineană (95,81%), existând în minoritate și vorbitori de rusă (2,29%) și română (1,89%).